# Diamante (romanzo)
Diamante è un romanzo di Enzo Siciliano, ambientato nella località di Falerna in provincia di Catanzaro, terra d'origine dei genitori dello scrittore.
È il primo romanzo di Siciliano di ispirazione calabrese e trova una prosecuzione ideale nei successivi Non entrare nel campo degli orfani (2002) e La vita obliqua (2007).

## Trama
Un giovane romano lascia la capitale per trasferirsi sulla costa calabrese e occuparsi della riorganizzazione della biblioteca di una facoltosa famiglia locale.

## Edizioni
- Enzo Siciliano, Diamante, Milano, A. Mondadori, 1984.
- (FR)  Enzo Siciliano, Diamante: roman, traduit de l'italien par Louis Bonalumi, Paris, J. C. Lattès,  1985.
- (EN)  Enzo Siciliano, Diamante. A novel, translated by Patrick Diehl, San Francisco, Mercury House, 1987.